# Nikolaï Setnitski
Nikolaï Aleksandrovitch Setnitski, né le 12 décembre 1888 à Olgopol (Gouvernement de Podolie, Empire russe) et mort le 4 décembre 1937 à Volhynie (actuelle Ukraine, Union soviétique) est un philosophe et économiste russe, adepte et continuateur de la philosophie de « l’œuvre commune » de Nikolaï Fiodorov.

## Biographie
Nikolaï Setnitski naît en décembre 1888 dans une famille de la classe moyenne russe, ses parents travaillant dans la fonction publique. Il étudie à l'université les langues orientales, puis le droit à l'Université de Saint-Pétersbourg. Il s'intéresse alors aux sciences humaines de son temps et entame des études en physique et en mathématiques. C'est à partir de 1918, au terme de ses études, que l’œuvre philosophique de Setnitski commence à s'inscrire dans la tradition fiodorovienne du cosmisme russe.
Dans les années 1923-1925, Setnitski s'occupe de questions concernant l'organisation scientifique du travail, avec les deux principaux représentants du cosmisme soviétique de l'époque : Aleksandre K. Gorski et Valerian Mouraviov. Ensemble, ils envisagent le travail humain comme une activité collective destinée à réaménager le monde et à organiser la nature à une échelle cosmique. En 1925, Setnitski émigre en Chine à Harbin, dans le nord-est du pays (anciennement russe), ville où il réside pendant 10 ans jusqu'en 1935,. Là, il travaille au service de la République de Chine au Bureau de l'économie de la Voie ferrée de l'Orient et de la Chine (KVJD), et enseigne à la faculté de droit. À l'automne 1937, rentré à Moscou, il est arrêté et fusillé.

## Philosophie
La philosophie de Nikolaï Setnitski s'inscrit dans le courant de pensée inauguré par Nikolaï Fiodorov : le cosmisme. Il en développe les concepts et les applique à la définition d'un idéal ultime de société et d'humanité.

### Exploitation et régulation
Dans un livre resté inachevé et écrit durant son séjour en Chine, intitulé Exploitation ou Régulation, Nikolaï Setnitski oppose deux types de relation au monde et d'aménagement de l'environnement :
1. l'« exploitation », lorsque « l'un des membres de la totalité en interaction est considéré comme un but en soi, alors que l'autre ne sera qu'un moyen et jamais autre chose qu'un moyen »
2. la « régulation », qui implique le remplacement « de l'exploitation et de l'utilisation parasites et prédatrices » par une organisation consciente et dynamique de tous les processus à l’œuvre dans la nature et le cosmos.

Le premier mode de relation au monde se trouve au fondement non seulement de la société capitaliste mais de tout l'ordre naturel, dont la corruption est une conséquence de la Chute de l'homme. Il repose sur le principe d'exclusion et conduit à la lutte entre les individus. Le second mode, idéal celui-ci, réside dans l'union sans division ni confusion (à l'image de la relation trinitaire), union appelée sobornost ou « consciliarité » dans la tradition orthodoxe russe. Ce n'est plus alors l'exclusion mutuelle, la lutte, le parasitisme et la prédation qui priment, mais l'unité des parties du tout opérant dans l'amour et la concorde..
La régulation est pour Setnitski un nouveau type d'économie, conforme à la volonté divine. Son but n'est plus la conservation égoïste de la vie individuelle ou de celle de la société : il est de « cultiver et garder la terre », au sens du premier commandement donné à l'homme par Dieu. Il s'agit alors d'aménager le monde de façon rationnelle, selon les lois de la raison, et harmonieuse, selon les lois de la beauté.

### Lutte contre la mort
Dans un ouvrage coécrit avec Aleksandre K. Gorski en 1926 et intitulé La tendance à diviniser la mort, Setnitski développe l'idée d'un christianisme capable de transfigurer le monde. D'après la thèse principale du livre, l'histoire de la religion chrétienne nous révèle la véritable destination de l'homme dans le monde : seconder Dieu dans la lutte contre le principal et « le dernier ennemi » – la mort. Le christianisme s'est justement élevé depuis son origine contre toutes les formes de « divinisation de la mort », autrement dit, contre les attitudes tendant à la considérer comme sacrée, inévitable et insurmontable.
Plus tard, en 1932, dans son livre Sur l'idéal de la société (aussi intitulé De l'idéal final), Setnitski expose sa propre théorie de l'idéal collectif, qu'il considère comme « une mission à accomplir, celle de l'extrême, la dernière et la plus haute, à laquelle aspire l'humanité – projet qui exige de trouver sa réalisation ». Il y montre l'influence de la pensée de Fiodorov sur l'idéologie soviétique et introduit les notions d'« idéaux fragmentaires » et d'« idéal intégral ». Les premiers sont ceux qui ne comportent qu'une vérité partielle, qui sont imparfaits aussi bien dans les buts qu'ils se donnent que dans les moyens de les réaliser. Le second, objectif ultime de l'humanité, consiste dans « l'universalité du salut » ; il implique que la mort soit surmontée, que tous sans exception ressuscitent (à l'instar du Christ) et que le monde devienne tout entier spirituel.